# Manchay
Huertos de Manchay, más conocido simplemente como Manchay, es una localidad perteneciente al distrito de Pachacámac, en la ciudad de Lima, capital del Perú. Se ubica en el noroeste del distrito de Pachacámac, y es parte de la conurbación de Lima Metropolitana. En 2004, obtuvo una población estimada de 37 000 habitantes, en una extensa área densamente urbanizada. Aunque entre 2009 y 2013, el porcentaje de pobreza del distrito de Pachacámac disminuyó en 9 puntos, Manchay es económicamente desfavorecido, siendo habitado principalmente por familias de nivel socioeconómico medio bajo y bajo.

## Geografía y límites

### Geografía
Manchay está ubicado a 24 kilómetros al sureste de Lima, en el noroeste del distrito de Pachacámac. Se encuentra en medio de una vasta quebrada accidentada, rodeada de cerros pedregosos, donde solo el 40 % del terreno es semiplano. Tiene 11 kilómetros de largo por 4 de ancho, y está a una altura entre los 400 y 1000 m s. n. m.

### Límites
Limita al norte, con la cantera Arenera La Molina. Luego, colinda al este con el distrito de Cieneguilla y las Lomas de Manchay. Después, limita al sur, con el centro poblado de Manchay Bajo y las Lomas de Lúcumo. Posteriormente, colinda al oeste, con el distrito de Villa María del Triunfo. Y finalmente, limita al noroeste, con el distrito de La Molina, por medio del cerro Tres Cumbres y la cuadra 48 de la avenida La Molina, portachuelo de Manchay.
| Noroeste: Distrito de La Molina                                 | Norte: Arenera La Molina | Nordeste: Distrito de Cieneguilla |
| Oeste: Distrito de Villa María del Triunfo                      |                          | Este: Distrito de Cieneguilla     |
| Suroeste: Distrito de Villa María del Triunfo / Lomas de Lúcumo | Sur: Manchay Bajo        | Sureste: Manchay Bajo             |

## Historia
Desde la década de 1960, la zona de Manchay comenzó a ser poblada por familias de trabajadores de construcción civil procedentes de La Molina y Cieneguilla. Luego, empezó a ser ocupada por agricultores que transitaban por el lugar desde las chacras de Pachacámac para vender sus productos en el mercado limeño de La Parada. Manchay, que en quechua significa miedo, surgió en la década de 1980, con la fundación del núcleo denominado Centro Poblado Rural Huertos de Manchay, creado por trece dirigentes, el 8 de marzo de 1983. El área descampada donde se asentaron sus primeros pobladores, era conocida por los limeños por su uso como circuito de motocross y carreras de autos. Asimismo, la zona fue explotada como cantera de materiales de construcción, donde se extraían toneladas de arena, cascajo y piedras, que dejaron numerosas oquedades.
Los primeros pobladores de Manchay fueron migrantes desplazados por la guerra interna, que durante la década de 1980 arreciaba en las ciudades de Huanta y Ayacucho. Numerosas familias que huyeron de la violencia, pobreza y el abandono, hicieron sus primeros hogares con los restos de los viejos tranvías limeños, desechados en dicho ambiente desértico. Debido a su marginalidad física y social, Manchay fue elegido como refugio de los desplazados, quienes lo fueron poblando gradual y silenciosamente. En 1990, ya era un pueblo grande donde se hablaba quechua y se trabajaba en paz, no obstante, había carencia de todo.
Su suerte cambió en 1996, cuando el arzobispado de Lima nombró párroco al sacerdote jaujino, José Chuquillanqui, y decidió considerar la localidad como proyecto de su labor social. Desde entonces, la población tomó parte activa en la organización de algunos proyectos comunales, y el nombre de Manchay resonó en los medios de comunicación y la política, llegando a instalarse algunos programas del gobierno. En 2002, la localidad destacaría en los medios de comunicación, ya que el candidato a la alcaldía de Lima, Luis Castañeda, retó a debatir en Manchay al alcalde de Lima, Alberto Andrade, quien tentaba la reelección. Es así, como llegaron las obras básicas, y luego el Gobierno Central con infraestructura, a los que también se sumaron otros organismos privados.
Manchay fue el lugar donde se filmó, y a la vez están ambientados los hechos ficticios de la película peruana, La teta asustada, dirigida por Claudia Llosa y protagonizada por Magaly Solier. En 2009, el largometraje fue ganador del Oso de Oro, en el 59° Festival Internacional de Cine de Berlín. Posteriormente, en 2010, fue nominada a los premios Óscar, en la categoría de mejor película extranjera, siendo el primer y único film peruano hasta la fecha en recibir una nominación por parte de la Academia de Artes y Ciencias Cinematográficas.

## Estructura urbana
Urbanísticamente, la zonificación predominante de Manchay corresponde a la residencial de densidad media, la que admite viviendas unifamiliares, multifamiliares y conjuntos residenciales. Asimismo, resaltan los usos comerciales de escala local y metropolitana, principalmente, ubicados a lo largo del eje vial constituido por la avenida Víctor Malásquez Chacaltana. Manchay está conformado por diversos sectores, como: los asentamientos humanos Paul Poblet, Corazón de María, Portada de Manchay I, II y III; las asociaciones de vivienda Las Palmeras de Frontera, San Cristóbal y Virgen de Chapi; el centro poblado Huertos de Manchay; la comunidad campesina Collanac; las cooperativas de vivienda El Oasis de La Molina, Las Dunas de La Molina y El Paraíso de La Molina; y la urbanización popular de interés social Corazón de Jesús.
En cuanto a servicios públicos, Manchay cuenta con una comisaría de la policía nacional, un centro de salud administrado por el Ministerio de Salud, y 30 instituciones educativas estatales.

## Autoridades
Manchay, al ser parte del distrito de Pachacámac, es administrada por esta municipalidad.
- Alcalde (2023 - 2026): 
  - Enrique Valentín Cabrera Sulca, de Alianza para el Progreso, alcalde de Pachacámac.

### Comisarías de Manchay
- Comisaría PNP La Molina: ubicada en el distrito homónimo, vigila la Cooperativa de Vivienda El Paraíso de La Molina.
- Comisaría PNP Cieneguilla: ubicada en el distrito homónimo, vigila la cantera Arenera La Molina, las asociaciones de vivienda Las Palmeras de Frontera y Nueva Gales, y el asentamiento humano Paul Poblet.
- Comisaría PNP Manchay: vigila toda la localidad mayoritaria y restante de Manchay.